# (172460) 2003 RT11
2003 أر تي 11 (ويعرف أيضًا باسم (172460) 2003 أر تي 11 وفق تسمية الكوكب الصغير) (بالإنجليزية: 2003 RT11)‏ هو كويكب ضمن حزام الكويكبات؛ وترتيبه 172460 من حيث الاكتشاف.
اكتُشف هذا الجُرم الفلكي بواسطة جيمس ويتني يونغ في 15 سبتمبر 2003.

## وصلات خارجية
- (172460) 2003 RT11 في قاعدة بيانات مختبر الدفع النفاث لأجرام النظام الشمسي الصغيرة

- الاكتشاف · مخطط المدار ·  العناصر المدارية · المعلمات المادية

- (172460) 2003 RT11 على موقع ويكي سكاي: DSS2, SDSS, GALEX, IRAS, Hydrogen α, X-Ray, Astrophoto, Sky Map, Articles and images